# Rozhledna v botanické zahradě v Praze-Troji
Rozhledna v botanické zahradě v Praze-Troji se nachází v arboretu v horní (severní) části pražské botanické zahrady na svahu nad Trojou. Desetimetrová konstrukce připomínající vztyčenou část trojsegmentového ocelového potrubí je vlastnictvím botanické zahrady a pochází z dílny akademického sochaře Čestmíra Sušky Uvnitř netradiční rozhledny je vřetenovité točité ocelové schodiště, válcový plášť tubusu je dekorativně „prořezán“ ornamentálně uspořádanými otvory umožňujícími pohledy do korun stromů arboreta nebo (jižním směrem) na panorama Prahy.

## Parametry rozhledny
Celková hmotnost 10 metrů vysoké ocelové válcovité rozhledny činí 6 tun. Vyhlídková plošina se nachází ve výšce 7 metrů od paty rozhledny a vede k ní celkem 40 schodů uspořádaných do točitého vřetenovitého schodiště. Rozhledna se nachází v nadmořské výšce 263 metrů a přírubou ohraničeným kruhovým okénkem pod vrcholem rozhledny (nebo dekorativními ornamentálními prořezanými otvory v celé výšce pláště konstrukce) poskytuje „širokoúhlé“ výhledy (výhradně jižním směrem) do údolí Vltavy na panorama Prahy s hlavními pražskými dominantami i na prostor botanické zahrady ve svahu níže pod rozhlednou.

## Historie
V roce 2012 vytvořil z ocelové nádrže na letecký benzin akademický sochař Čestmír Suška rozměrnou plastiku s názvem Skulptura. Svůj umělecký výtvor představil veřejnosti spolu s dalšími díly na výstavě v Centru současného umění DOX v Praze-Holešovicích. V době od srpna 2014 do září 2014 byla železná Skulptura – rozhledna s vnitřním schodištěm – vztyčena v areálu pražské Botanické zahrady v Praze-Troji. Rozhledna byla slavnostně odhalena 9. září 2014 a do provozu byla uvedena od 27. září 2014.

## Přístupnost
Nejkratší cesta k rozhledně je od severního vchodu do botanické zahrady. Ten se nachází v ulici K Pazderkám. Tady se nachází autobusová zastávka Na Pazderce, kam jezdí autobusy od stanice Kobylisy na lince metra trasy C. Rozhledna je přístupna návštěvníkům botanické zahrady na vlastní nebezpečí od 1. dubna do 31. října denně (podle otevírací doby zahrady) s výjimkou měsíců listopad až březen, kdy je uzavřena. Nepřístupna je rovněž v případě mimořádně nepříznivých klimatických podmínek.